# Metro de Palma
| U-Bahn-Zug in der Estació Intermodal |                     |                                       |                                       |
| Linienplan der Metro (vor Erweiterung zum Parc Bit) |                     |                                       |                                       |
| Streckenlänge: | 9,9 km              |                                       |                                       |
| Spurweite: | 1000 mm (Meterspur) |                                       |                                       |
| Stromsystem: | 1500 V =            |                                       |                                       |
| |                     |                                       |                                       |
| \| \| \| Intermodal – Plaça d'Espanya \| \| \| \| \| (Umstieg zur FS) \| \| \| \| \| Jacint Verdaguer \| \| \| \| \| Son Costa – Son Fortesa \| \| \| \| \| \| \| \| \| \| Son Fuster Vell \| \| \| \| \| Son Castelló \| \| \| \| \| Gran Via Asima \| \| \| \| \| Camí dels Reis \| \| \| \| \| \| \| \| \| \| Son Sardina \| \| \| \| \| Ferrocarril de Sóller \| \| \| \| \| \| \| \| \| \| UIB (Universität) \| \| \| \| \| \| \| \| \| \| Parc Bit (seit 2. Juli 2025) \| \| \| \| \| \| \| \| \| \| \| \| \| \| \| Serveis Ferroviaris de Mallorca \| \| \| \| \| Son Fuster \| \| \| \| \| geplante Strecke nach Rafal Nou \| \| \| \| \| Son Cladera – es Vivero \| \| \| \| \| \| \| \| \| \| Depot Serveis Ferroviaris de Mallorca \| \| \| \| \| Verge de Lluc \| \| \| \| \| Pont d'Inca \| \| \| \| \| Polígon Marratxí \| \| \| \| \| Marratxí \| \| |                     |                                       |                                       |
| U-Bahn-Kopfbahnhof Streckenanfang (im Tunnel) |                     | Intermodal – Plaça d'Espanya          | Intermodal – Plaça d'Espanya          |
| U-Bahn-Strecke (im Tunnel) |                     | (Umstieg zur FS)                      | (Umstieg zur FS)                      |
| U-Bahn-Haltepunkt / Haltestelle (im Tunnel) |                     | Jacint Verdaguer                      | Jacint Verdaguer                      |
| U-Bahn-Haltepunkt / Haltestelle (im Tunnel) |                     | Son Costa – Son Fortesa               | Son Costa – Son Fortesa               |
| U-Bahn-Abzweig geradeaus und nach links (im Tunnel) · U-Bahn-Strecke von rechts (im Tunnel) |                     |                                       |                                       |
| U-Bahn-Haltepunkt / Haltestelle (im Tunnel) · U-Bahn-Strecke (im Tunnel) |                     | Son Fuster Vell                       | Son Fuster Vell                       |
| U-Bahn-Haltepunkt / Haltestelle (im Tunnel) · U-Bahn-Strecke (im Tunnel) |                     | Son Castelló                          | Son Castelló                          |
| U-Bahn-Haltepunkt / Haltestelle (im Tunnel) · U-Bahn-Strecke (im Tunnel) |                     | Gran Via Asima                        | Gran Via Asima                        |
| U-Bahn-Haltepunkt / Haltestelle (im Tunnel) · U-Bahn-Strecke (im Tunnel) |                     | Camí dels Reis                        | Camí dels Reis                        |
| U-Bahn-Tunnelende · U-Bahn-Strecke (im Tunnel) |                     |                                       |                                       |
| U-Bahn-Haltepunkt / Haltestelle · U-Bahn-Strecke (im Tunnel) |                     | Son Sardina                           | Son Sardina                           |
| U-Bahn-Kreuzung mit Eisenbahn geradeaus oben · U-Bahn-Strecke (im Tunnel) |                     | Ferrocarril de Sóller                 | Ferrocarril de Sóller                 |
| U-Bahn-Tunnelanfang · U-Bahn-Strecke (im Tunnel) |                     |                                       |                                       |
| U-Bahn-Kopfbahnhof Strecke ab hier außer Betrieb (im Tunnel) · U-Bahn-Strecke (im Tunnel) |                     | UIB (Universität)                     | UIB (Universität)                     |
| U-Bahn-Tunnelende · U-Bahn-Strecke (im Tunnel) |                     |                                       |                                       |
| U-Bahn-Kopfbahnhof Streckenende · U-Bahn-Strecke (im Tunnel) |                     | Parc Bit (seit 2. Juli 2025)          | Parc Bit (seit 2. Juli 2025)          |
| U-Bahn-Strecke von links (im Tunnel) · U-Bahn-Abzweig geradeaus und nach rechts (im Tunnel) |                     |                                       |                                       |
| U-Bahn-Tunnelende · U-Bahn-Tunnelende |                     |                                       |                                       |
| U-Bahn-Strecke · U-Bahn-Grenze mit Eisenbahn |                     | Serveis Ferroviaris de Mallorca       | Serveis Ferroviaris de Mallorca       |
| U-Bahn-Haltepunkt / Haltestelle |                     | Son Fuster                            | Son Fuster                            |
| U-Bahn-Abzweig geradeaus und ehemals nach links |                     | geplante Strecke nach Rafal Nou       | geplante Strecke nach Rafal Nou       |
| U-Bahn-Haltepunkt / Haltestelle |                     | Son Cladera – es Vivero               | Son Cladera – es Vivero               |
| U-Bahn-Abzweig geradeaus und nach links · U-Bahn-Strecke von rechts |                     |                                       |                                       |
| U-Bahn-Strecke · U-Bahn-Betriebs-/Güterbahnhof Streckenende |                     | Depot Serveis Ferroviaris de Mallorca | Depot Serveis Ferroviaris de Mallorca |
| U-Bahn-Haltepunkt / Haltestelle |                     | Verge de Lluc                         | Verge de Lluc                         |
| U-Bahn-Haltepunkt / Haltestelle |                     | Pont d'Inca                           | Pont d'Inca                           |
| U-Bahn-Haltepunkt / Haltestelle |                     | Polígon Marratxí                      | Polígon Marratxí                      |
| U-Bahn-Kopfbahnhof Streckenende |                     | Marratxí                              | Marratxí                              |

Die Metro de Palma wurde als bisher einzige U-Bahn der Balearischen Inseln am 25. April 2007 in der Hauptstadt Palma eröffnet und besteht aus der Linie M1. Betrieben wird sie durch das staatliche Eisenbahnunternehmen der Baleareninsel Serveis Ferroviaris de Mallorca (SFM). 

## Infrastruktur

### Übersicht

Logo

Für den Bau der Metrostrecke wurden die an der Oberfläche befindlichen Gleisanlagen der bereits existierenden Eisenbahnstrecke nach Inca abgebaut und in offener Bauweise ein Tunnel errichtet. Der Tunnelabschnitt zwischen Plaça d’Espanya und Son Costa – Son Fortesa ist viergleisig und wird sowohl von der Metro als auch von den Zügen nach Inca befahren. 
Die 9,9 Kilometer lange Strecke der Linie M1 ist wie das übrige Netz der SFM mit einer Spurweite von 1000 mm ausgeführt und mit einer Oberleitung elektrifiziert (im Tunnel Deckenstromschienen, oberirdisch Hochkettenfahrleitung). Der Oberbau ist auf den Tunnelabschnitten als Feste Fahrbahn ausgeführt. Acht der zehn Stationen der Linie M1 liegen unterirdisch, lediglich der Streckenabschnitt mit der Station Son Sardina sowie der Endpunkt Parc Bit oberirdisch.
In den Jahren 2013 bis 2022 wurde eine zweite Metrolinie (M2) nach Marratxí betrieben. Diese verkehrte parallel zur Eisenbahnstrecke nach Inca und nutzte deren Gleise.

### Stationen

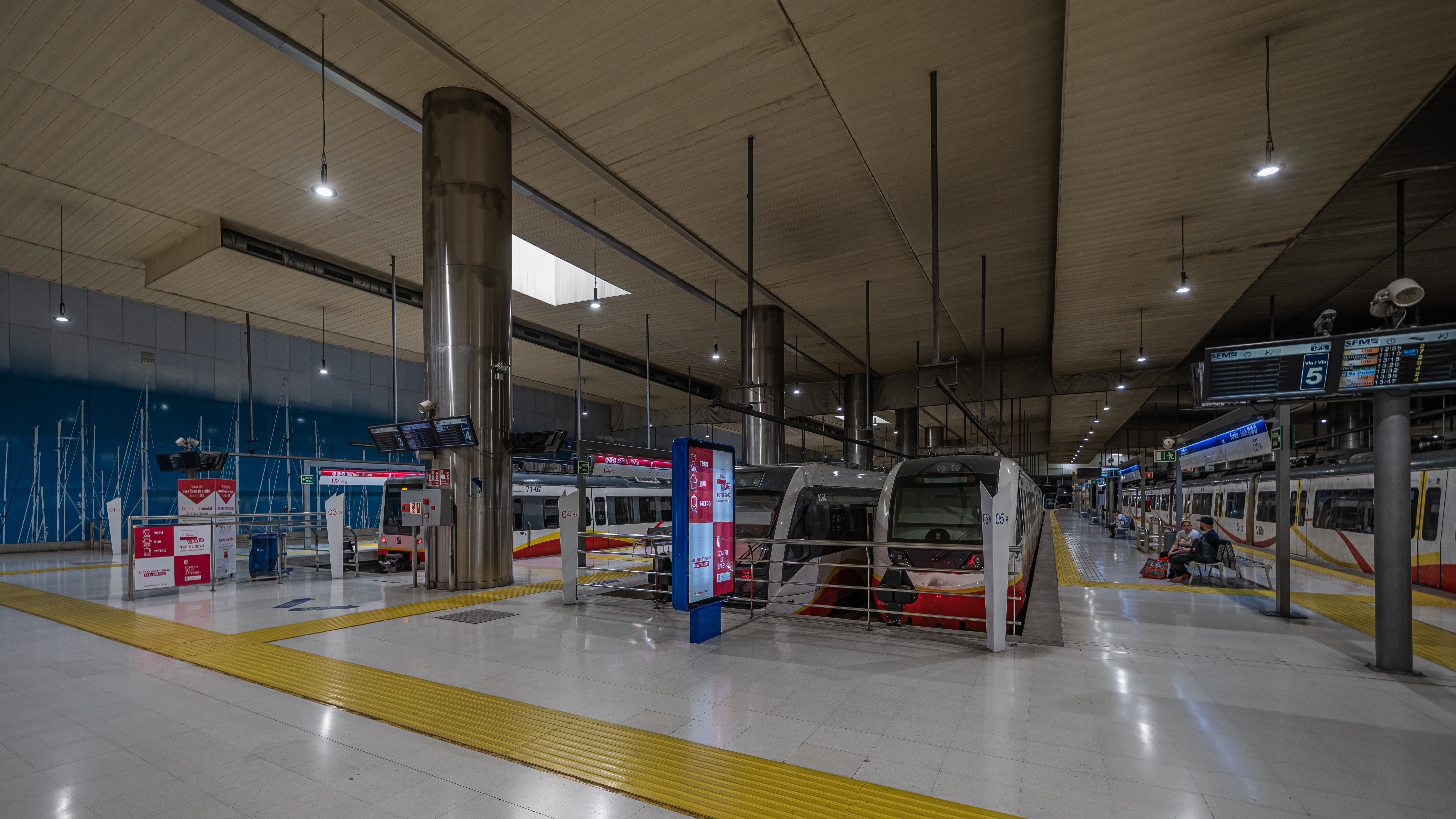
Bahnsteige der Estació intermodal

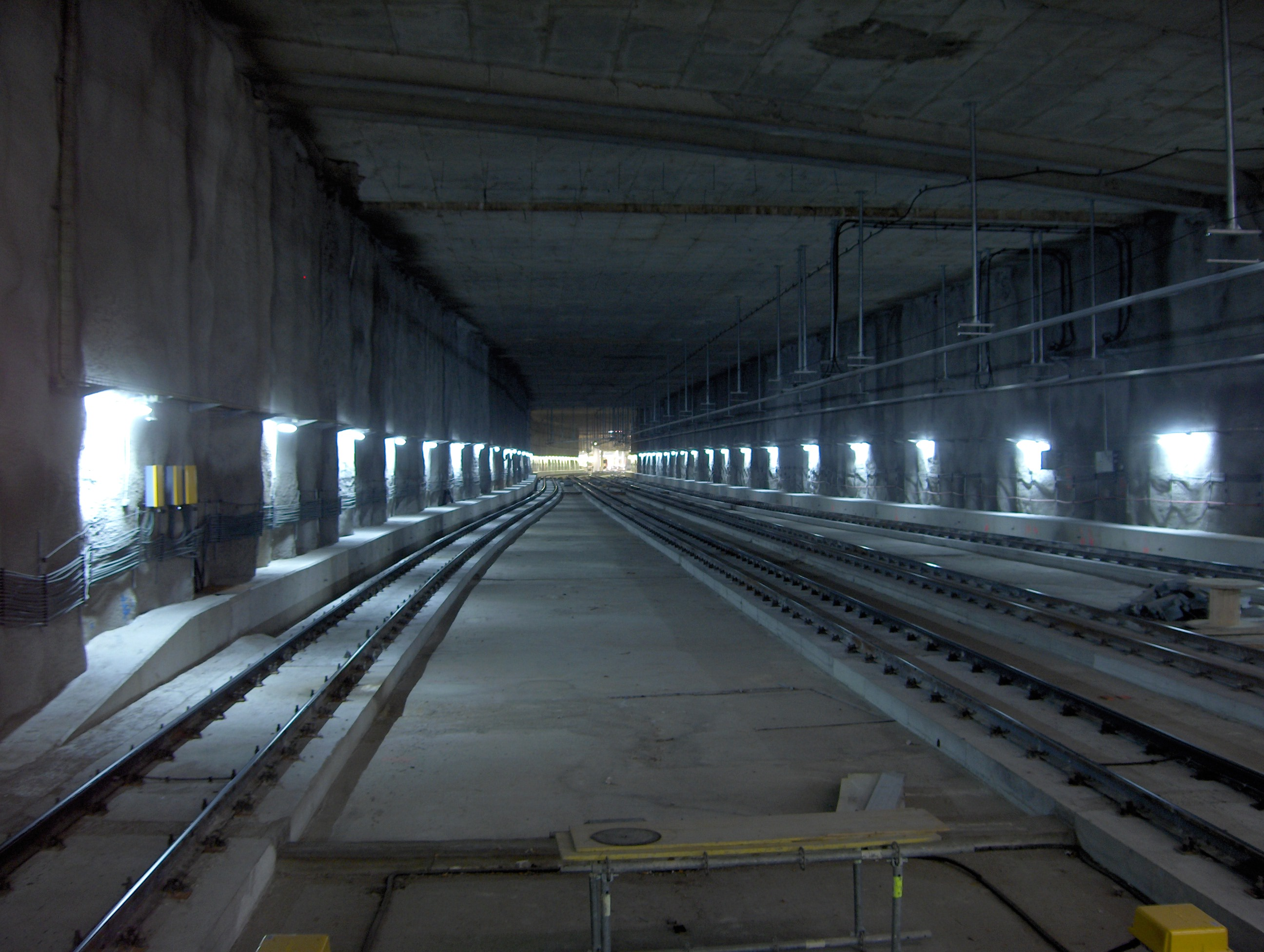
Blick in den viergleisigen Tunnel (noch ohne Oberleitung)

Im insgesamt zehngleisigen unterirdischen  Endbahnhof Plaça d’Espanya sind die vier nördlichen Gleise für die Metro vorgesehen, von denen für die Züge der Linie M1 in der Regel nur eines genutzt wird.
Die beiden folgenden Stationen Son Costa – Son Fortessa und Jacint Verdaguer erhielten je einen fünf Meter breiten Mittelbahnsteig sowie je einen weiteren Mittelbahnsteig für die hier in einem viergleisigen Tunnel parallel geführte Regionalbahnstrecke. Sie wirken äußerst dunkel, was an der architektonisch wenig anspruchsvollen Gestaltung und der Verschmutzung durch die Abgase der Dieseltriebwagen, die bis zur Elektrifizierung der im gleichen Tunnel geführten Regionalbahnstrecke hier verkehrten.
Die weiteren Zugangsstellen der Linie M1 sind mit 80 Meter langen und fünf Meter breiten Seitenbahnsteigen ausgestattet.
Die Tunnelstationen sind architektonisch alle sehr ähnlich gestaltet, so dass man einige nur am Namen unterscheiden kann. Die Wände sind mit weißen Blechpaneelen verblendet, die Decke hingegen ist weitgehend unverkleidet. Einzige farbliche Abwechslung sind die rot gehaltenen Schriftbänder mit den Stationsnamen und dergleichen.
Sämtliche Tunnelstationen sind barrierefrei über Aufzüge erreichbar. Jeder Bahnsteig hat zusätzlich zum Aufzug einen Zugang, der teilweise mit Rolltreppen ausgestattet ist. Die Treppenabgänge von der Straße sind mit kleinen Rampen oder einer Stufe so gestaltet, dass Regenwasser nicht vom Bürgersteig die Treppen hinunterfließen kann.
Die Station „Universität“ fällt durch ihre großzügige oberirdische und lichtdurchflutete Zugangshalle auf. Da im Betriebsalltag nur einer der beiden Bahnsteige genutzt wird, ist der andere Bahnsteig „eingemottet“, die Zugänge sind abgesperrt.

## Betrieb
Die Linie M1 verkehrt nach Fahrplan vom 3. Juli 2025 montags bis freitags von ca. 6:30 bis ca. 21:30 Uhr im Zwanzigminutentakt mit einzelnen Verdichtern, sonnabends von ca. 7 Uhr bis ca. 14.30 im Halbstundentakt. Sonnabends nach 14.30 und sonntags ruht der Verkehr, die Fahrzeit beträgt 15 Minuten. 
Die Linie M2 verkehrte von März 2013 bis Mai 2022 von Plaça d'Espanya bis Marratxí, um in diesem Abschnitt die sich überlagernden Stundentakte der Regionalbahnlinien nach Sa Pobla und Manacor zumindest montags bis freitags von ca. 6 Uhr bis ca. 21:30 Uhr auf einen Zwanzigminutentakt zu verdichten. Diese Aufgabe übernimmt seitdem die über Marratxí hinaus bis Inca verkehrende Regionalbahnlinie T1. Der Bahnhof Marratxí hatte für die dort endenden M2-Züge ein zusätzliches Stumpfgleis mit Bahnsteig erhalten.

## Fahrzeuge

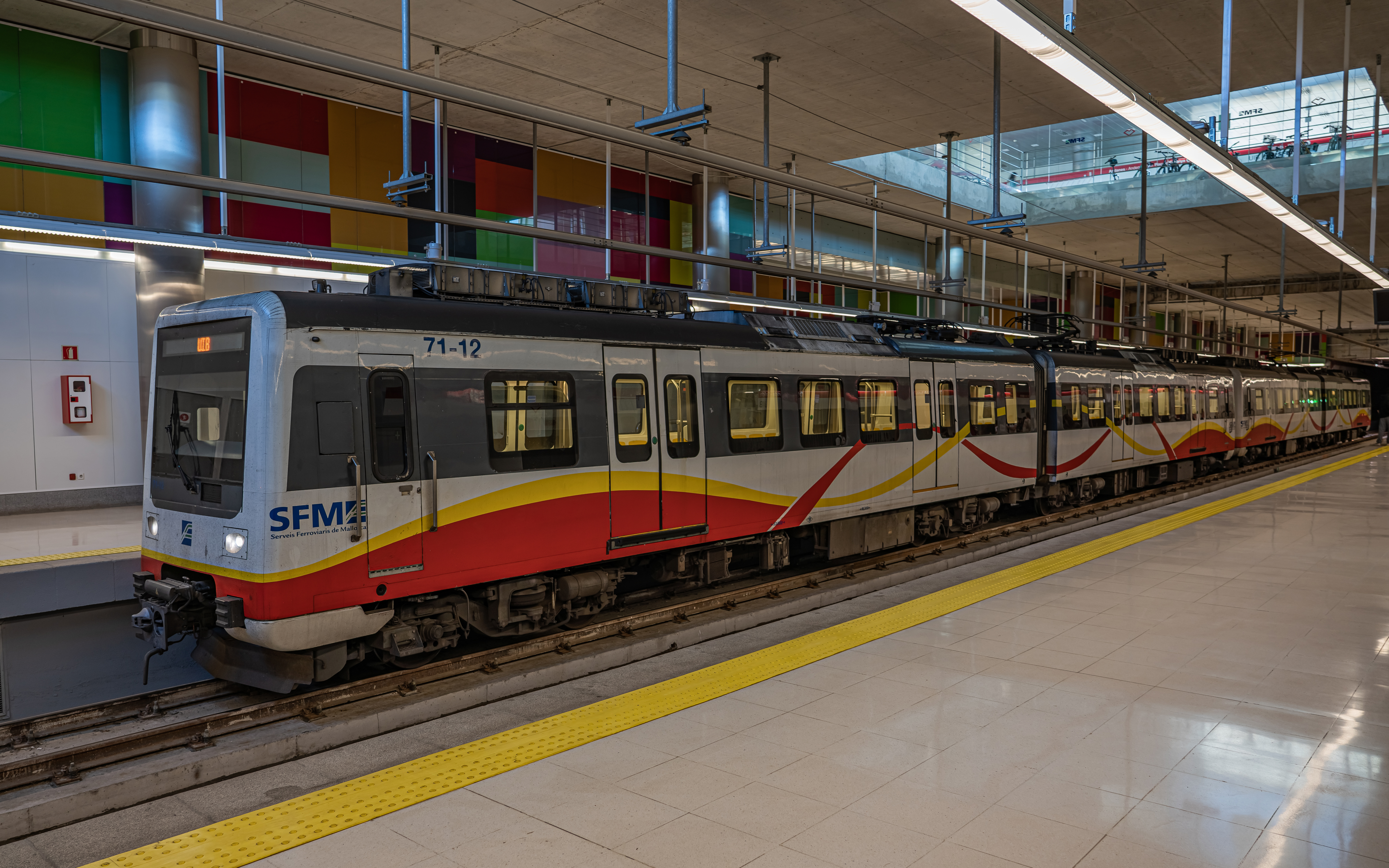
Wagen 71-12 in der Station UIB

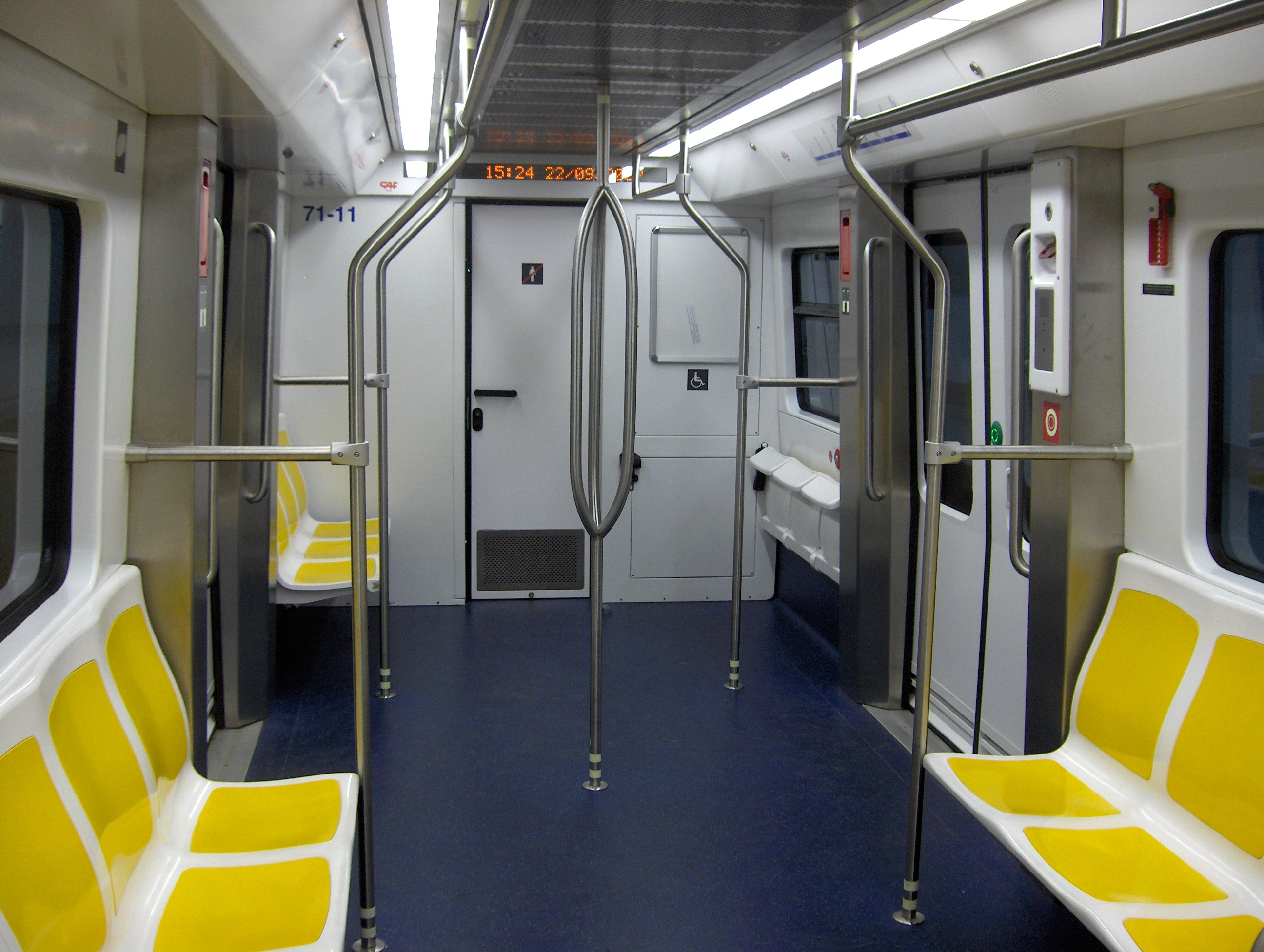
Innenansicht eines U-Bahn-Zuges

Der Fahrzeugbestand umfasst sechs Doppeltriebwagen (Baureihe 71) der Waggonbaufirma CAF mit einer Länge von jeweils 33,08 m, nach anderer Quelle 37 m, und einer Wagenbreite von 2,55 m, die grundsätzlich in Doppeltraktion eingesetzt werden. Die Antriebsleistung beträgt 1000 kW, die 100 km/h schnellen Hochflurfahrzeuge bieten 74 Sitzplätze.

## Fahrscheine

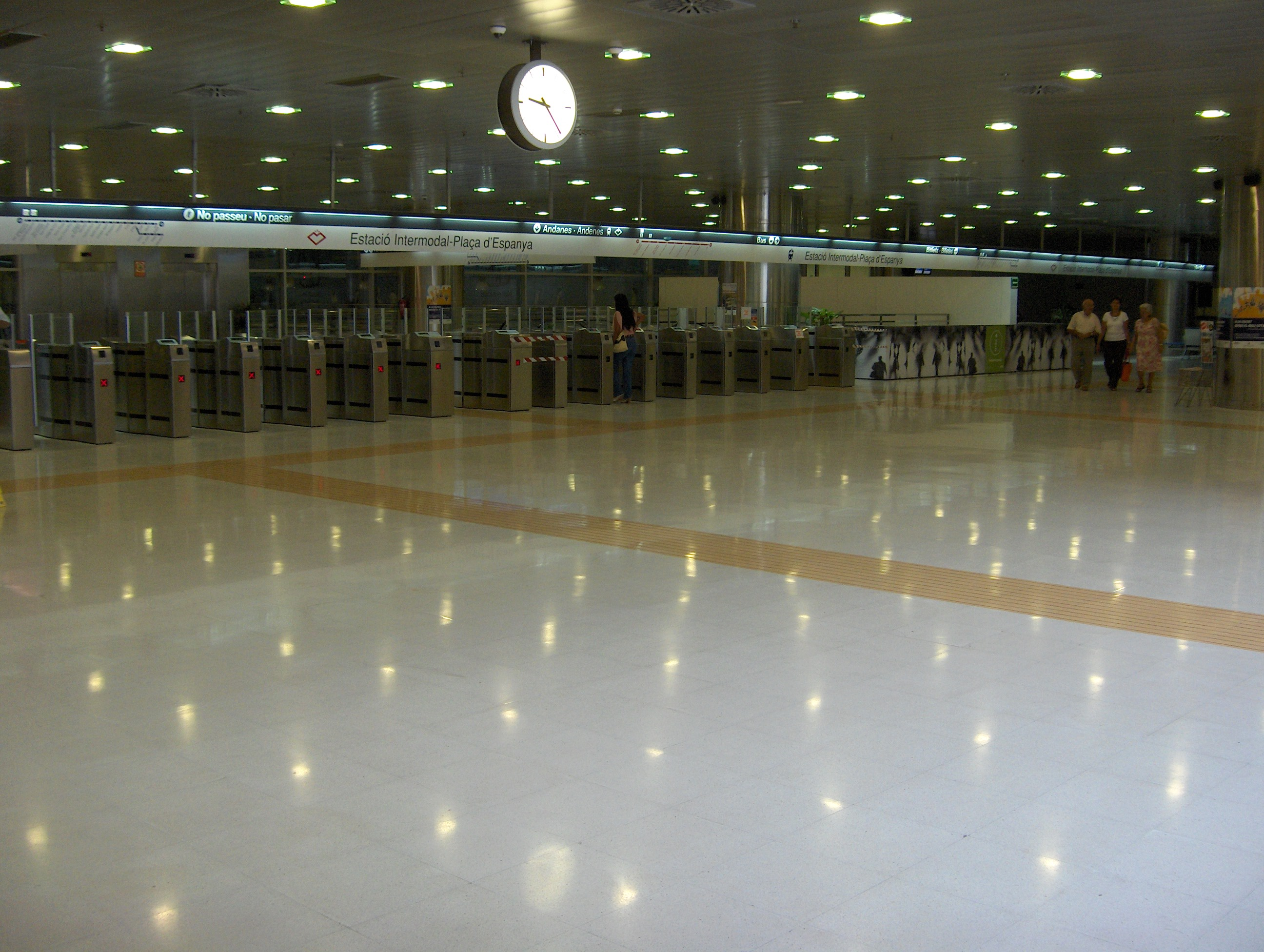
Bahnsteigsperren Bahnhof Plaça d’Espanya

Automatische Sperren sichern die Bahnsteige. Die Fahrkarten werden beim Zu- und Abgang kontrolliert. Die an Fahrscheinautomaten zu erwerbenden Fahrscheine besitzen hierzu einen aufgedruckten Barcode.

## Geschichte
Im November 2004 wurde der Vorschlag unterbreitet, eine U-Bahn-Strecke in Palma zu errichten, die vom Stadtzentrum zur Universität der Balearen (UIB) führen sollte. Bereits im Januar des Folgejahres begann der Bau dieser Metrostrecke. Die Fläche der alten Bahnsteige der Inca-Bahn wurde anschließend zum Bau des neuen Busbahnhofs und zur Vergrößerung des Parque de ses Estaciónes genutzt. Der Bahnhof Plaça d’Espanya selbst wurde ab September 2006 zu einer Estació intermodal umgebaut, einem Bahnhof mit direktem Übergang zu den unterirdischen Bushaltestellen und zum Parkhaus. Die Kosten für den Bau beliefen sich auf rund 120 Millionen Euro.
Während der Testphase auf der Linie M1 entgleiste durch eine falsch gestellte Weiche ein Wagen am Tunneleingang zwischen Universität und Son Sardina. Der Fahrzeugführer betätigte die Notbremse, sodass das Entgleisen aller Fahrzeuge verhindert wurde.
Die öffentliche Nutzung der Metro begann am 25. April 2007, bis Ende September 2007 waren die Fahrten kostenlos. Am 23. September 2007 wurde die Linie nach einem zwanzigminütigen Starkregen überschwemmt. Presseberichten zufolge betrug der Wasserstand im Tunnel bis zu einem halben Meter. Der Betrieb der Metro wurde bis auf weiteres eingestellt. Gleichzeitig wurde bekannt, dass es im August 2007 bereits einen ähnlichen Vorfall gegeben haben soll. Lokale Behörden führen die wiederholten Überschwemmungen auf Planungsfehler zurück. Nach einer zehnmonatigen Renovierungsphase wurde die U-Bahn am 28. Juli 2008 wieder in Betrieb genommen.
Die bereits 2007 vorgeschlagene, 1,4 km lange eingleisige Verlängerung von der Universität bis Parc Bit kostete 28,9 Millionen Euro (davon 20 Mio. Euro aus EU-Fördermitteln). Die ersten 1,1 km der Verlängerung verlaufen unterirdisch. Einen Tag nach der Eröffnung am 2. Juli 2025 begann hier der Betrieb.

## Vorgeschlagene Erweiterungen
| Streckenlänge: | 5,5 km              |                                          |                                          |
| Spurweite: | 1000 mm (Meterspur) |                                          |                                          |
| |                     |                                          |                                          |
| \| \| \| von Estació Intermodal – Plaça d'Espanya \| \| \| \| \| Son Costa – Son Fortesa \| \| \| \| \| Serveis Ferroviaris de Mallorca \| \| \| \| \| Rafal Vell \| \| \| \| \| Rafal Nou – Àlber \| \| \| \| \| \| \| \| \| \| Poliesportiu Germans Escalas \| \| \| \| \| Polígon de Son Morro \| \| \| \| \| Hospital Son Llàtzer \| \| |                     |                                          |                                          |
| U-Bahn-Strecke (im Tunnel) |                     | von Estació Intermodal – Plaça d'Espanya | von Estació Intermodal – Plaça d'Espanya |
| U-Bahn-Haltepunkt / Haltestelle (im Tunnel) |                     | Son Costa – Son Fortesa                  | Son Costa – Son Fortesa                  |
| U-Bahn-Abzweig ehemals geradeaus und nach links (im Tunnel) |                     | Serveis Ferroviaris de Mallorca          | Serveis Ferroviaris de Mallorca          |
| U-Bahn-Haltepunkt / Haltestelle (Strecke außer Betrieb) (im Tunnel) |                     | Rafal Vell                               | Rafal Vell                               |
| U-Bahn-Haltepunkt / Haltestelle (Strecke außer Betrieb) (im Tunnel) |                     | Rafal Nou – Àlber                        | Rafal Nou – Àlber                        |
| U-Bahn-Tunnelende (Strecke außer Betrieb) |                     |                                          |                                          |
| U-Bahn-Haltepunkt / Haltestelle (Strecke außer Betrieb) |                     | Poliesportiu Germans Escalas             | Poliesportiu Germans Escalas             |
| U-Bahn-Haltepunkt / Haltestelle (Strecke außer Betrieb) |                     | Polígon de Son Morro                     | Polígon de Son Morro                     |
| U-Bahn-Kopfbahnhof Streckenende (Strecke außer Betrieb) |                     | Hospital Son Llàtzer                     | Hospital Son Llàtzer                     |

Von der Partit Popular de les Illes Balears (Sektion der Partido Popular) wurde Anfang 2007 eine Erweiterung der Metro vorgeschlagen. Neben der Verlängerung bis Parc Bit sollte eine weitere, von der im Streckenband in diesem Abschnitt dargestellten abweichende Linie von der Station Rafal Nou in westlicher Richtung zur Estació Intermodal gebaut werden. Hier bestünde Anschluss zur Linie 1 und zu den Regionalbahnlinien. Von dort sollte die Linie in zwei weiteren Bauabschnitten in einem weiten Bogen durch das westliche Palma nach Norden zur Station Gran Via Asima weitergebaut werden, wo ebenfalls Anschluss zur Linie 1 bestünde. Im Endausbau war für diese Linie eine Länge von 11,8 km mit 17 Stationen vorgesehen. Sie sollte ebenso wie die Linie 1 meterspurig mit Oberleitung errichtet werden. Der Status dieser vorgeschlagenen Linie ist nicht bekannt.

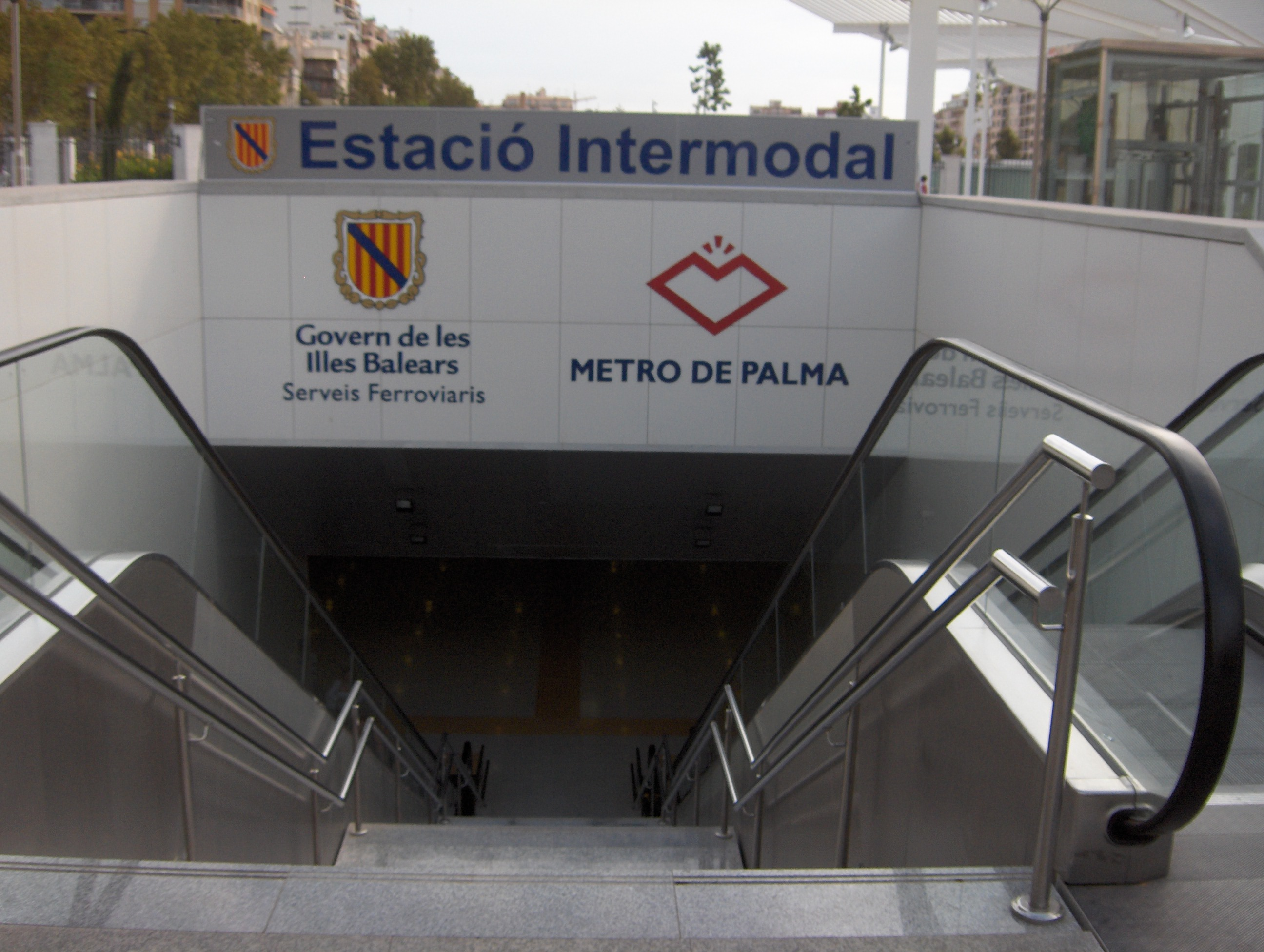
Abgang zur Estació Intermodal
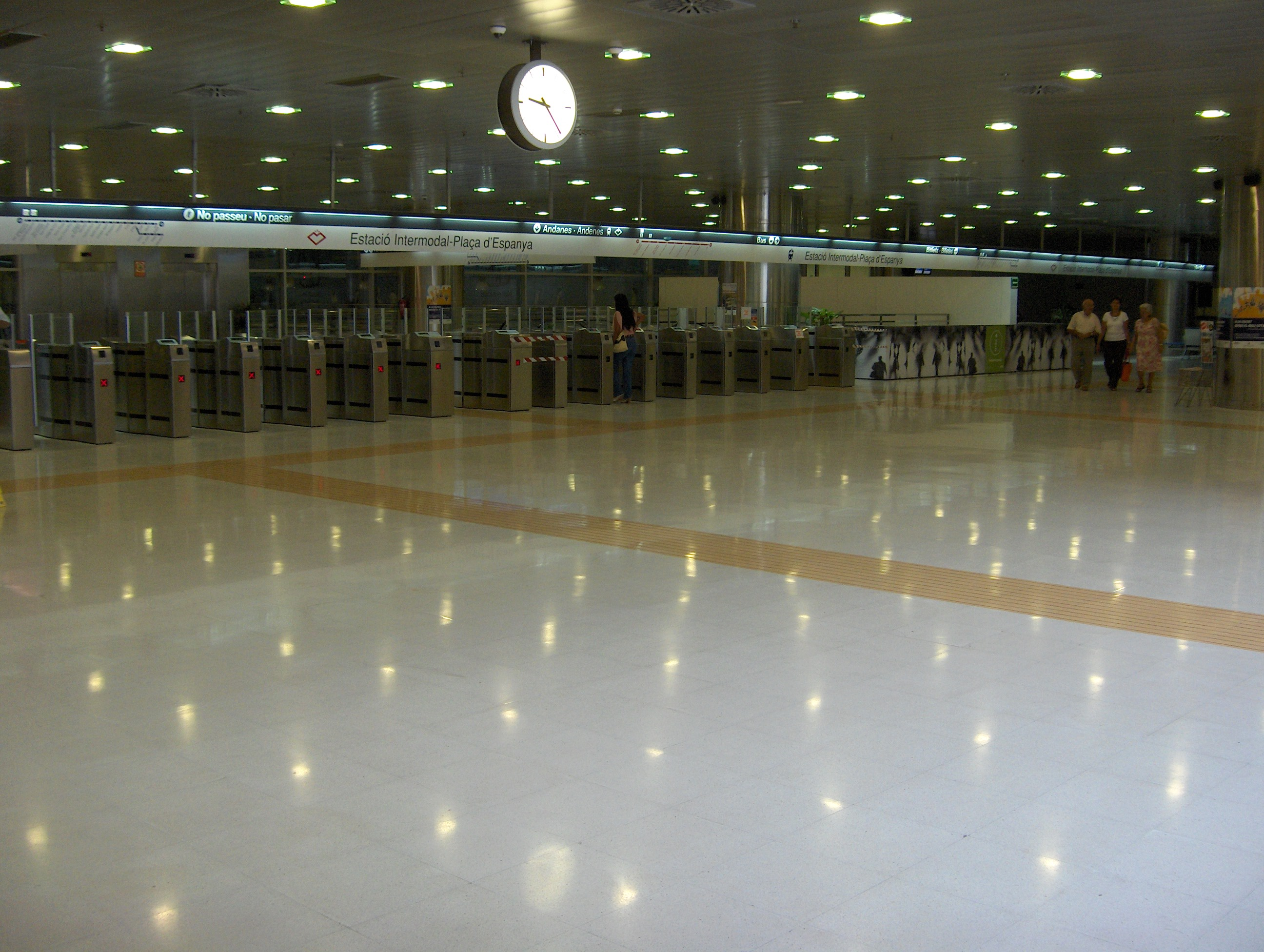
Das Sperrengeschoss der Estació Intermodal
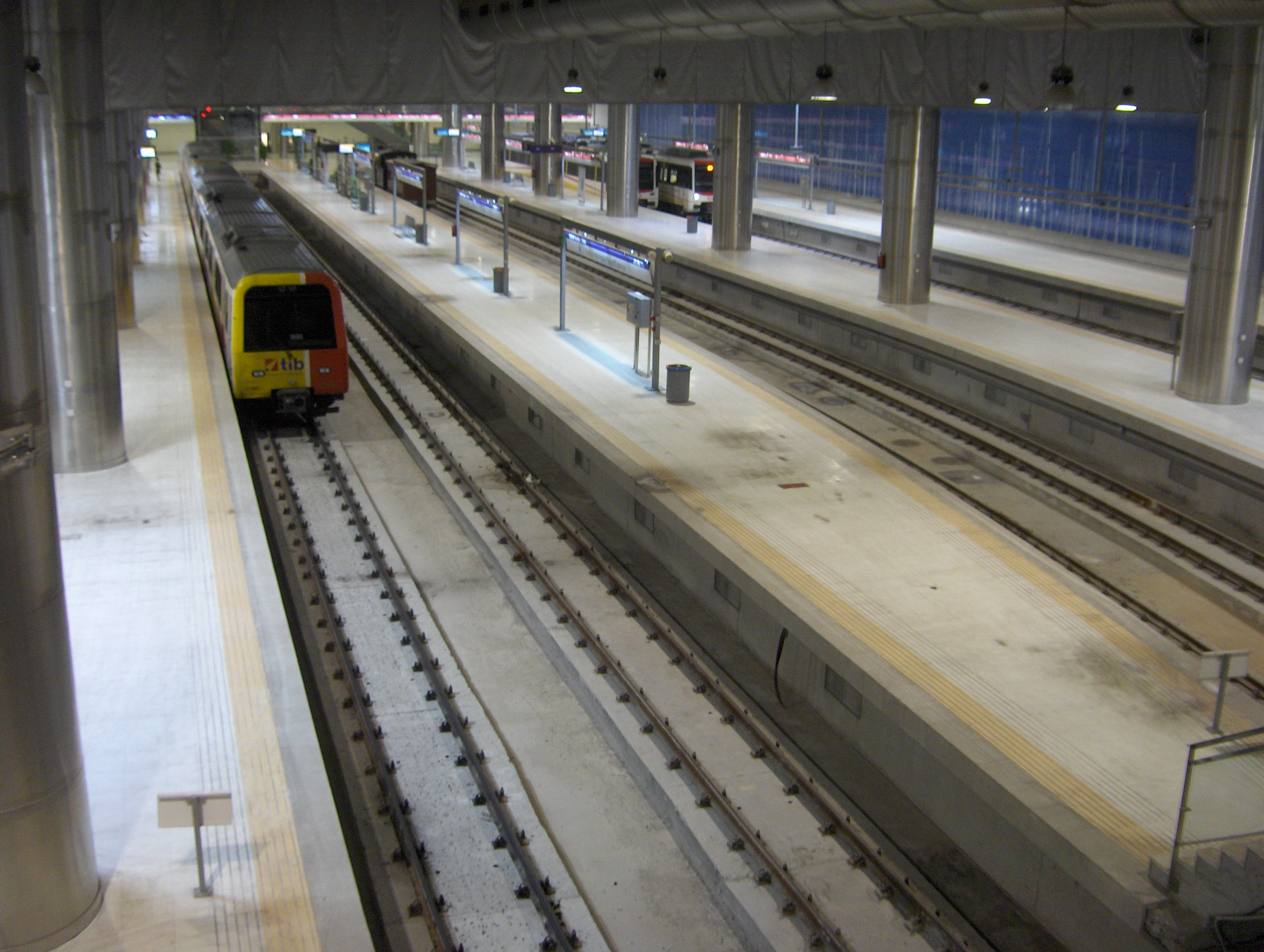
Blick über die Gleise der Estació Intermodal
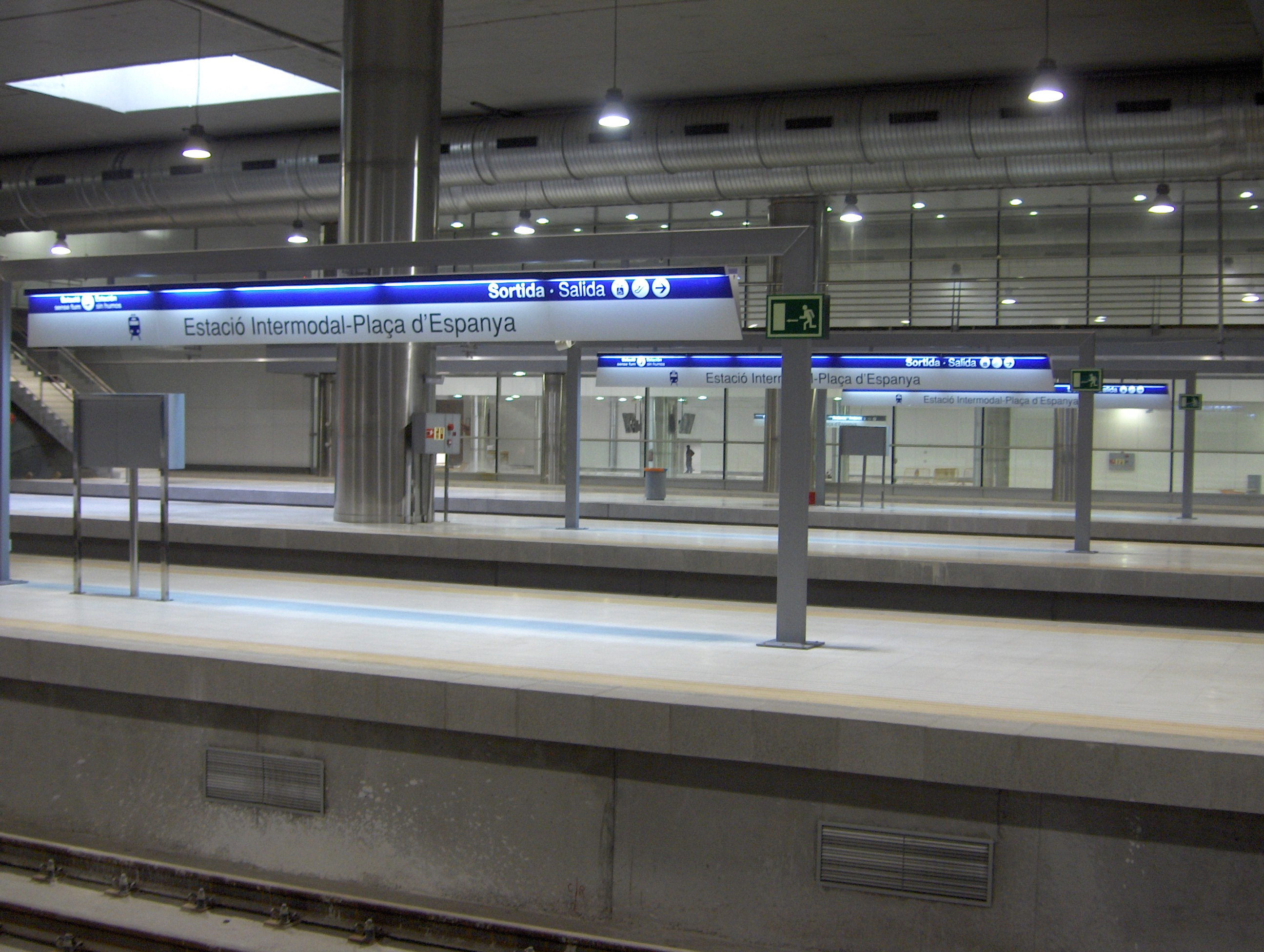
Blick über die Bahnsteige in der Estació Intermodal
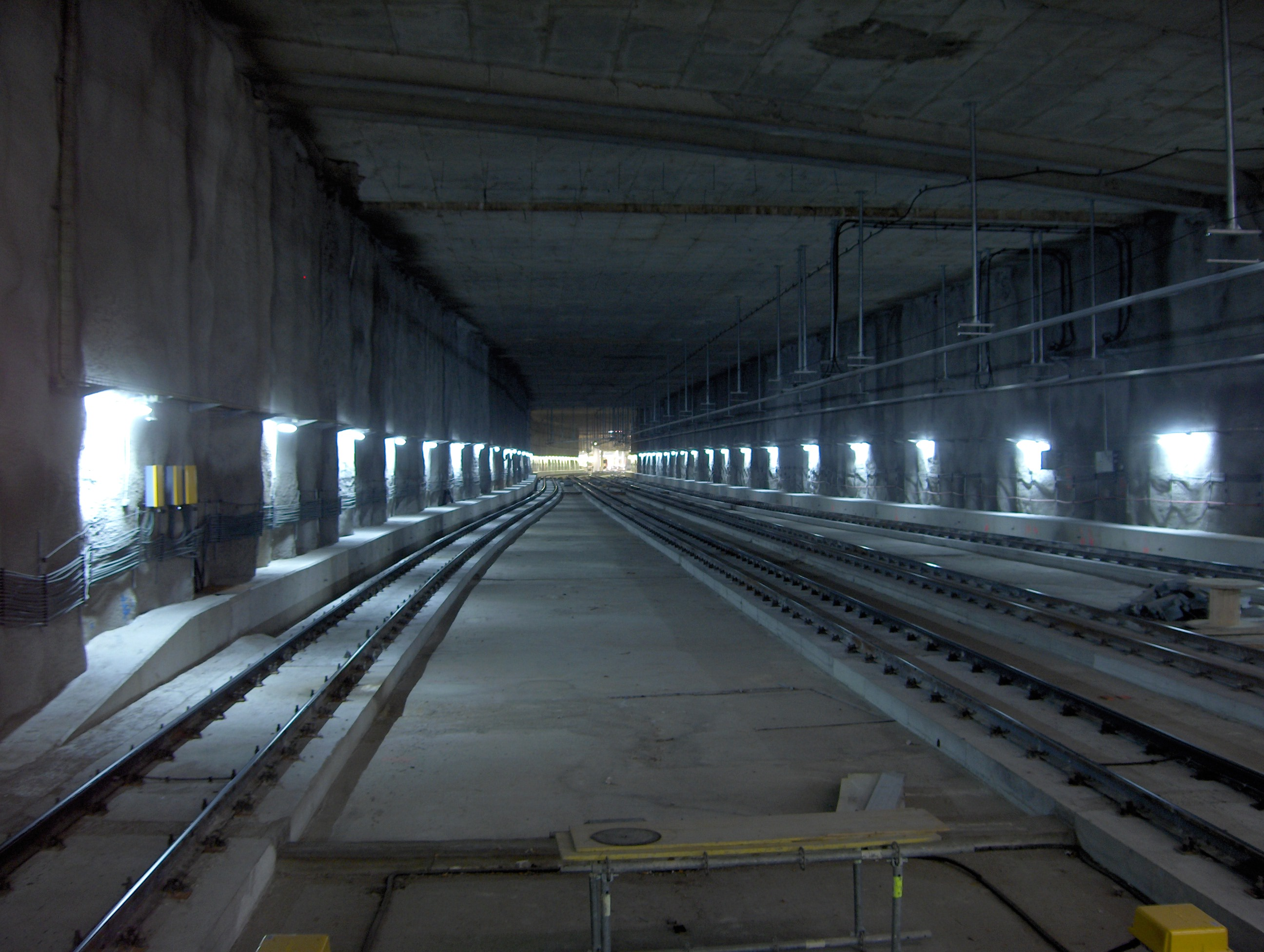
Blick von der Station Jacint Vardaguer zur Estació Intermodal
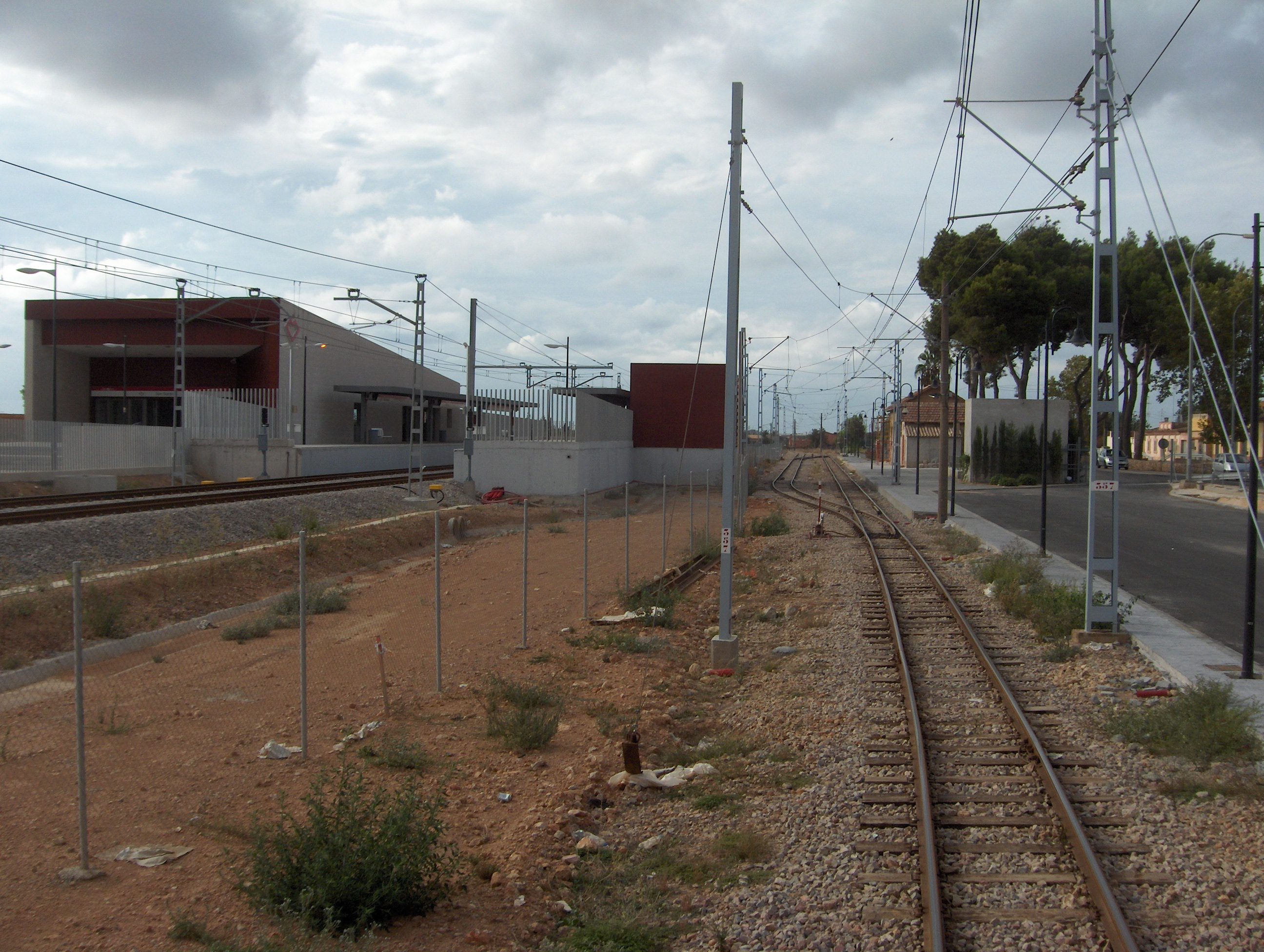
Bahnhof von Son Sardina (rechts die Ferrocarril de Sóller)
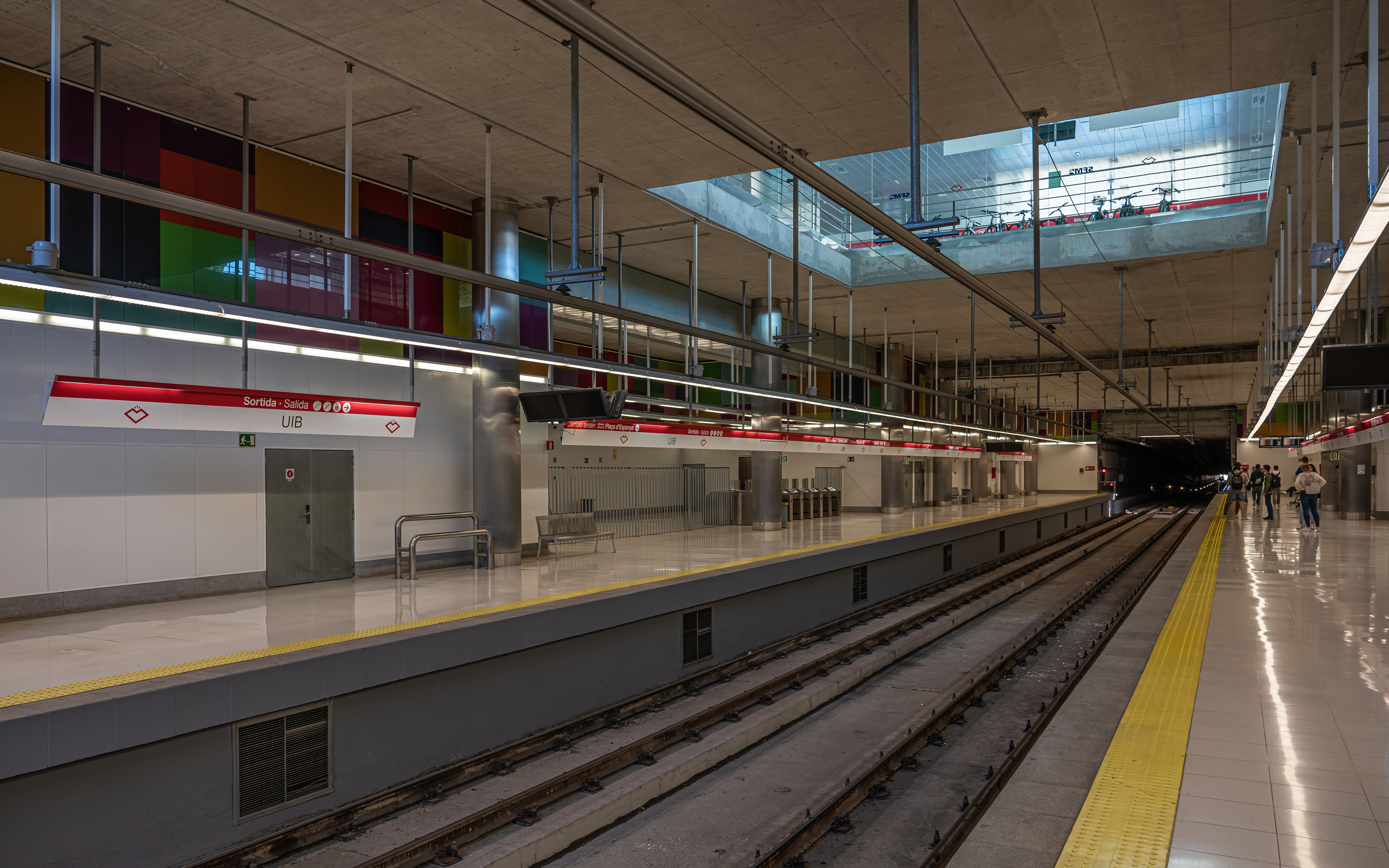
Bahnhof UIB